# James Kenneth Adjaye
James Kenneth Adjaye (anche Agyei o Adjei) (Kumasi, 1928 – 10 febbraio 2018) è stato un allenatore di calcio e calciatore ghanese, di ruolo centrocampista.
Era soprannominato His Majesty (in italiano Sua Maestà) dalla stampa, mentre i tifosi dell'Asante Kotoko lo chiamavano King James.

## Biografia
Adjaye è nato e cresciuto a Kumasi nella comunità di Kantinkyiren. Ha frequentato l'Ordogonno School di Accra nella quale ancora studiava quando esordì con la maglia del Kotoko. Il 10 febbraio 2018, all'età di 90 anni, Adjaye è morto nel sonno. Adjaye ha lasciato una moglie, Mary, e 12 figli, di cui 8 femmine e 4 maschi.

## Caratteristiche tecniche
Numero 10 classico per la sua epoca, fantasista amante della giocata spettacolare, il ruolo di Adjaye era quello di regista. Considerato tra i più grandi giocatori ghanesi di tutti i tempi, mancino, Adjaye era un giocatore intelligente, elegante e tecnico, tanto da guadagnarsi il soprannome Sua Maestà, eppure forte e resistente al tempo stesso. Nel 1957, dopo un'amichevole giocata al Jackson's Park di Kumasi, Stanley Matthews dichiarò che Adjaye non aveva nulla da invidiare ai più quotati giocatori britannici. Stessa opinione di un cronista inglese che, durante la tournée della Costa d'Oro in Gran Bretagna nel 1951, scrisse di lui: potrebbe dire la sua tra le migliori mezzale d'Inghilterra.

## Carriera

### Calciatore

#### Club
Sul finire degli anni Quaranta, mentre andava ancora a scuola, Adjaye debuttò con la maglia dell'Asante Kotoko. La partita era un derby contro il Cornerstones, che si giocò al Jackson’s Park di Kumasi, unico campo cittadino prima della costruzione dello stadio Baba Yara. La sua prestazione si guadagnò subito le lodi del pubblico. Adjaye si ritirò dal calcio giocato nel 1958 e intraprese la carriera di allenatore.

#### Nazionale
Adjaye fu nazionale sia della Costa d'Oro che del Ghana. Nel 1951, fu tra i protagonisti del tour che la nazionale africana, all'epoca ancora colonia britannica, svolse tra Irlanda e Inghilterra e che viene ricordata, tra le altre cose, perché i calciatori ghanesi giocarono scalzi tutte le partite, anche sotto la pioggia, per poi tornare in patria portando con sé i primi scarpini da calcio.

### Allenatore
Nel 1958, insieme ad altri compagni di Nazionale, Adjaye venne inviato dalla Ghana Amateur Football Association all'Università Tedesca dello Sport di Colonia, in Germania, perché seguisse un corso della durata di 16 mesi, sotto la supervisione di Hennes Weisweiler, per diventare allenatore. Il progetto faceva parte del piano di sviluppo post-indipendenza di Nkrumah e aveva l'obiettivo di creare una prima infornata di allenatori professionisti, in Ghana, che istruissero a loro volta altri talenti locali su quanto imparato in Germania. Adjaye venne successivamente inviato nella Regione Settentrionale proprio per svolgere questo compito.